# Micropentila brunnea
Micropentila brunnea är en fjärilsart som beskrevs av Kirby 1887. Micropentila brunnea ingår i släktet Micropentila och familjen juvelvingar. Inga underarter finns listade i Catalogue of Life.